# 真福寺 (三鷹市)
真福寺（しんぷくじ）は、東京都三鷹市牟礼にある日蓮宗の寺院。山号は高栄山。旧本山は池上本門寺、池上・芳師法縁。境内には百日咳安産守護の釈宮宇治霊神を祀る。

## 歴史
天正年間（1573年－1591年）碑文谷法華寺（現在の目黒区の天台宗円融寺の前身）の日栄（高橋綱種の弟、慶長6年（1602年）没）を開山に創建した。

## 境内
- 山門
- 仁王門
- 本堂
- 鐘楼
- 七面堂
- 真福寺会館

## 参考資料
- 三鷹市史
- 日蓮宗寺院大鑑編集委員会『宗祖第七百遠忌記念出版 日蓮宗寺院大鑑』大本山池上本門寺 (1981年)
- 武蔵野郷土史刊行会『多摩の歴史』有峰書房
- 「無禮村 真福寺」『新編武蔵風土記稿』 巻ノ125多磨郡ノ37、内務省地理局、1884年6月。NDLJP:763995/65。